# L'onada (pel·lícula)
L'onada (en alemany, Die Welle) és una pel·lícula alemanya dirigida per Dennis Gansel el 2008, exhibida a França amb el títol de La Vague.

## Argument
Durant un projecte setmanal, el professor Rainer Wenger ensenya als estudiants de la seva classe el tema de la forma de govern. Els estudiants es mostren escèptics davant de la idea que pogués tornar una dictadura com la del tercer reich a l'Alemanya dels nostres dies i que ja no hi ha perill que el nacionalsocialisme torni a prendre el poder. El professor decideix començar un experiment amb els estudiants per demostrar com és de fàcil manipular les masses.

## Antecedents
A la tardor de 1967, un professor d'història a l'Institut Cubberley de Palo Alto, Califòrnia, anomenat Ron Jones va dirigir un experiment en la seva classe: Va imposar un règim d'estricta disciplina a la seva classe, restringint la llibertat dels alumnes i fent d'ells una unitat. Per a gran sorpresa del professor, els alumnes van reaccionar amb entusiasme a l'obediència exigida d'ells. L'experiment, que originalment havia de durar només un dia, aviat es va estendre per tota l'escola. Aquells que dissentien van ser aïllats o fins i tot agredits si no s'unien al moviment, i els membres van començar a espiar-se i a desconfiar entre ells. El cinquè dia, Ron Jones va ser obligat a donar per acabat l'experiment.
El nom del moviment va ser la «Tercera Onada», i ha inspirat aquesta pel·lícula.

## Repartiment
- Jürgen Vogel: Rainer Wenger
- Frederick Lau: Tim
- Max Riemelt: Marco
- Jennifer Ulrich: Karo
- Christiane Paul: Anke Wenger
- Elyas M'Barek: Sinan
- Cristina do Rego: Lisa
- Jacob Matschenz: Dennis
- Maximilian Vollmar: Bomber
- Max Mauff: Kevin (Maximilian Mauff)
- Ferdinand Schmidt-Modrow: Ferdi
- Tim Oliver Schultz: Jens
- Amelie Kiefer: Mona
- Odine Johne: Maja
- Fabian Preger: Kaschi
- Teresa Harder: Mare
- Jaime Ferkic: Bobby
- Liv Lisa Fries: Laura
- Dennis Gansel: Martin
- Johanna Gastdorf: Mare del Tim
- Gerald Alexander Held: Pare del Tim (Alexander Held)
- Maren Kroymann: Schuldirektorin